# Wilma Glacier
Wilma Glacier är en glaciär i Antarktis. Den ligger i Östantarktis. Australien gör anspråk på området. Wilma Glacier ligger 79 meter över havet.
Terrängen runt Wilma Glacier är platt åt sydost, men åt nordväst är den kuperad. Trakten är obefolkad. Det finns inga samhällen i närheten.